# Rodrigo Braña
Rodrigo Braña (Berazategui, Provincia de Buenos Aires, Argentina; 7 de marzo de 1979) es un exfutbolista y actual entrenador argentino que jugaba como mediocampista central. Actualmente está sin club.

## Trayectoria

### Como jugador

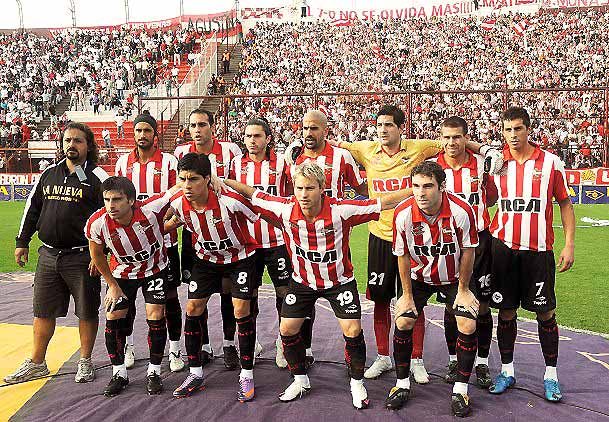
Braña (abajo izq.), junto al resto de plantel de Estudiantes, subcampeón del Clausura 2010.

Braña comenzó su carrera jugando para Quilmes en la Primera B Nacional en 1997.Posteriormente, tuvo un breve paso por el RCD Mallorca, donde jugó para el equipo B entre 1998 y 1999. Más tarde, fue cedido a Unión de Santa Fe en 2001.Tras su retorno al conjunto cervecero, logró el ascenso en el año 2003 y fue partícipe de la campaña que obtuvo la clasificación a la Copa Libertadores, luego de 26 años.
En 2005, emigró a Estudiantes de La Plata, donde salió campeón de dos torneos locales, en el Torneo Apertura 2006 y el Apertura 2010, fue subcampeón del Clausura 2010, de la Copa Sudamericana en el 2008 y campeón de la Copa Libertadores en el 2009. También jugó el Mundial de Clubes con dicho club, perdiendo la final contra el Barcelona.
En junio del 2013, se confirma su salida del Pincha, y retorna al club de sus amores y de origen, Quilmes.Después de tres temporadas, retornó a la institución platense para sellar su segunda etapa en el club.
En abril de 2019, anunció su retiro oficial del fútbol a la edad de 40 años, una vez finalizada la temporada con Estudiantes. Finalmente, se retiró del fútbol profesional el 22 de mayo de 2019 tras la victoria ante Sarmiento de Resistencia por Copa Argentina.

### Selección nacional
En octubre de 2009, fue convocado por primera vez a la selección de Argentina de la mano de Diego Maradona para las eliminatorias hacia Sudáfrica 2010.Sin embargo, a mediados del 2010, sufrió una lesión que lo dejó sin posibilidades de disputar el Mundial.Unos años más tarde, volvió a ser citado por Alejandro Sabella para algunos partidos de las eliminatorias del Mundial de Brasil 2014.

### Como entrenador
Tras su retiro, comenzó a trabajar en las inferiores de Estudiantes de La Plata y en marzo de 2020 pasó a ser ayudante de campo de Leandro Desábato cuando éste tomó la conducción del primer equipo.
El 16 de diciembre de 2024, fue anunciado como entrenador de Nueva Chicago.Sin embargo, el 25 de febrero de 2025, presentó su renuncia al cargo después de un mal comienzo en la temporada.

## Clubes

### Como jugador
| Club                    | País      | Año       |
| ----------------------- | --------- | --------- |
| Quilmes                 | Argentina | 1997-1998 |
| Mallorca "B"            | España    | 1998-1999 |
| Quilmes                 | Argentina | 1999-2001 |
| Unión de Santa Fe       | Argentina | 2001      |
| Quilmes                 | Argentina | 2002-2004 |
| Estudiantes de La Plata | Argentina | 2005-2013 |
| Quilmes                 | Argentina | 2013-2016 |
| Estudiantes de La Plata | Argentina | 2016-2019 |

### Como asistente técnico
| Club                    | País      | Año  |
| ----------------------- | --------- | ---- |
| Estudiantes de La Plata | Argentina | 2020 |

### Como entrenador
| Club          | País      | Año       | PJ | PG | PE | PP | GF | GC | DG | Rendimiento |
| ------------- | --------- | --------- | -- | -- | -- | -- | -- | -- | -- | ----------- |
| Nueva Chicago | Argentina | 2024-2025 | 4  | 0  | 1  | 3  | 2  | 7  | -5 | 8.33%       |
| Total         | Total     | Total     | 4  | 0  | 1  | 3  | 2  | 7  | -5 | 8.33%       |

## Estadísticas

### Como jugador

#### Clubes
| Club                       | Div.                | Temporada           | Liga | Liga | Copa Nacional | Copa Nacional | Copa Internacional | Copa Internacional | Total | Total |
| Club                       | Div.                | Temporada           | PJ   | G    | PJ            | G             | PJ                 | G                  | PJ    | G     |
| -------------------------- | ------------------- | ------------------- | ---- | ---- | ------------- | ------------- | ------------------ | ------------------ | ----- | ----- |
| Quilmes Argentina          |                     |                     |      |      |               |               |                    |                    |       |       |
| 2.ª                        | 1997/98             | 19                  | 1    | -    | -             | -             | -                  | 19                 | 1     |       |
| 2.ª                        | 1999/00             | 34                  | 5    | -    | -             | -             | -                  | 34                 | 5     |       |
| 2.ª                        | 2000/01             | 25                  | 2    | -    | -             | -             | -                  | 25                 | 2     |       |
| 2.ª                        | 2001/02             | 19                  | 3    | -    | -             | -             | -                  | 19                 | 3     |       |
| 2.ª                        | 2002/03             | 28                  | 2    | -    | -             | -             | -                  | 28                 | 2     |       |
| 1.ª                        | 2003/04             | 35                  | 2    | -    | -             | -             | -                  | 35                 | 2     |       |
| 1.ª                        | 2004/05             | 18                  | 1    | -    | -             | 2             | 0                  | 20                 | 1     |       |
| 1.ª                        | 2013/14             | 28                  | 0    | -    | -             | -             | -                  | 28                 | 0     |       |
| 1.ª                        | 2014                | 9                   | 0    | -    | -             | -             | -                  | 9                  | 0     |       |
| 1.ª                        | 2015                | 21                  | 1    | 2    | 0             | -             | -                  | 23                 | 1     |       |
| 1.ª                        | 2016                | 13                  | 0    | -    | -             | -             | -                  | 13                 | 0     |       |
| Total                      | Total               | 249                 | 17   | 2    | 0             | 2             | 0                  | 253                | 17    |       |
| Mallorca "B" · España      |                     |                     |      |      |               |               |                    |                    |       |       |
| 2.ª                        | 1998/99             | 32                  | 0    | -    | -             | -             | -                  | 32                 | 0     |       |
| Total                      | Total               | 32                  | 0    | -    | -             | -             | -                  | 32                 | 0     |       |
| Unión (SF) Argentina       |                     |                     |      |      |               |               |                    |                    |       |       |
| 1.ª                        | 2001/02             | 13                  | 0    | -    | -             | -             | -                  | 13                 | 0     |       |
| Total                      | Total               | 13                  | 0    | -    | -             | -             | -                  | 13                 | 0     |       |
| Estudiantes (LP) Argentina |                     |                     |      |      |               |               |                    |                    |       |       |
| 1.ª                        | 2004/05             | 16                  | 1    | -    | -             | -             | -                  | 16                 | 1     |       |
| 1.ª                        | 2005/06             | 25                  | 2    | -    | -             | 9             | 0                  | 34                 | 2     |       |
| 1.ª                        | 2006/07             | 34                  | 0    | -    | -             | -             | -                  | 34                 | 0     |       |
| 1.ª                        | 2007/08             | 22                  | 1    | -    | -             | 7             | 0                  | 29                 | 1     |       |
| 1.ª                        | 2008/09             | 21                  | 1    | -    | -             | 19            | 0                  | 40                 | 1     |       |
| 1.ª                        | 2009/10             | 24                  | 0    | -    | -             | 8             | 1                  | 32                 | 1     |       |
| 1.ª                        | 2010/11             | 29                  | 2    | -    | -             | 8             | 0                  | 37                 | 2     |       |
| 1.ª                        | 2011/12             | 21                  | 1    | -    | -             | -             | -                  | 21                 | 1     |       |
| 1.ª                        | 2012/13             | 28                  | 0    | -    | -             | -             | -                  | 28                 | 0     |       |
| 1.ª                        | 2016/17             | 17                  | 0    | 2    | 0             | 4             | 0                  | 23                 | 0     |       |
| 1.ª                        | 2017/18             | 14                  | 0    | -    | -             | 8             | 0                  | 22                 | 0     |       |
| 1.ª                        | 2018/19             | 14                  | 0    | 5    | 0             | 1             | 0                  | 20                 | 0     |       |
| Total                      | Total               | 265                 | 8    | 7    | 0             | 64            | 1                  | 336                | 9     |       |
| Total en su carrera        | Total en su carrera | Total en su carrera | 559  | 25   | 9             | 0             | 66                 | 1                  | 634   | 26    |

#### Selección
| Selección                                | Año                 | Amistosos | Amistosos | Sudamérica(1) | Sudamérica(1) | Mundial | Mundial | Total | Total |
| Selección                                | Año                 | PJ        | G         | PJ            | G             | PJ      | G       | PJ    | G     |
| ---------------------------------------- | ------------------- | --------- | --------- | ------------- | ------------- | ------- | ------- | ----- | ----- |
| Absoluta Argentina                       |                     |           |           |               |               |         |         |       |       |
| 2009                                     | 1                   | 0         | 0         | 0             | -             | -       | 1       | 0     |       |
| 2011                                     | -                   | -         | 2         | 0             | -             | -       | 2       | 0     |       |
| 2012                                     | 3                   | 0         | 1         | 0             | -             | -       | 4       | 0     |       |
| 2013                                     | 1                   | 0         | 1         | 0             | -             | -       | 2       | 0     |       |
| Total                                    | 5                   | 0         | 4         | 0             | -             | -       | 9       | 0     |       |
| Total en su carrera                      | Total en su carrera | 5         | 0         | 4             | 0             | -       | -       | 9     | 0     |
| (1) Incluye Eliminatorias (2010 y 2014). |                     |           |           |               |               |         |         |       |       |

## Palmarés

### Como jugador

#### Campeonatos nacionales
| Título           | Club             | Sede         | Año    |
| ---------------- | ---------------- | ------------ | ------ |
| Primera División | Estudiantes (LP) | Buenos Aires | A-2006 |
| Primera División | Estudiantes (LP) | Quilmes      | A-2010 |

#### Campeonatos internacionales
| Título            | Club                    | Sede           | Año  |
| ----------------- | ----------------------- | -------------- | ---- |
| Copa Libertadores | Estudiantes de La Plata | Belo Horizonte | 2009 |

#### Otros logros
- Ascenso a Primera División con Quilmes en 2003
- Subcampeón de la Copa Sudamericana con Estudiantes de La Plata en 2008
- Subcampeón del Mundial de Clubes de la FIFA con Estudiantes de La Plata en 2009
- Subcampeón de la Torneo Clausura con Estudiantes de La Plata en 2010
- Subcampeón de la Recopa Sudamericana 2010 con Estudiantes de La Plata.